# Коваленко Віктор Карпович
Ві́ктор Ка́рпович Ковале́нко (нар. 29 травня 1930, Туапсе Краснодарського краю) — український живописець-баталіст, 1967 — член Союзу художників СРСР, 1983 — заслужений художник УРСР, член НСХУ.

## Творчий шлях
В 1948—1950 роках навчався в Краснодарському художньо-педагогічному училищі.
У 1950—1953 — служив в ВМФ СРСР. 1952 виставлявся на всесоюзній виставці художників флотів СРСР в Москві.
По службі 1954 року поступає, а 1956 закінчує Дніпропетровське державне художнє училище, того ж року вступає в Харківський державний художній інститут — закінчив 1962.
Учасник військових навчань «Океан» в Середземному морі 1970 року.
Був першим головою правління Севастопольської міської організації СХУ в 1990—1992 роках.
Працює викладачем Севастопольської філії Львівської академії мистецтв.
Брав участь у республіканських, всесоюзних та міжнародних виставках.

## Роботи
Серед його робіт:
- «В дорозі»,
- «На південному кордоні»,
- «Присяга».

Його картини зберігаються в музеях України — Військово-історичний музей Чорноморського флоту, Музей історії Корсунь-Шевченківської битви, Музей героїчної оборони та визволення Севастополя, Севастопольський художній музей імені Крошицького, Феодосійська національна картинна галерея та Росії і в приватних колекціях зарубіжжя; закуповлювалися міністерством культури, художнім фондом України, українською дирекцією виставок та діорам.
Репродукції з його робіт неодноразово друкувалися в українських та російських журналах, слугували як ілюстрації для книжок на військову тематику.